# Crocidura muricauda
Crocidura muricauda — вид ссавців родини Soricidae. Його можна знайти в Кот-д'Івуарі, Гані, Гвінеї, Ліберії та Сьєрра-Леоне. Його природне середовище існування — субтропічні або тропічні вологі рівнинні ліси.